# 핵 윌슨
루이스 로버트 윌슨(영어: Lewis Robert Wilson, 1900년 4월 26일~1948년 11월 23일)은 미국의 야구 선수이다. 1930년 역대 메이저 리그 한 시즌 최다 타점 기록인 191타점 신기록을 수립했다.

## 메이저 리그 시절
메이저 리그 한시즌 191타점으로 한시즌 최다타점 기록을 가지고 있다

### 경 력
- 역대 한시즌 최다타점 기록보유(1930년-191)
- 홈런왕 4회 : 1926~28, 30
- 통산244홈런 1063타점

### 특기사항 및 평가
핵 윌슨은 위스키를 마시거나, 커다란 망치로 못을 박거나, 커다란 홈런으로 주자를 불러들이거나 어떤 일이든 정말 잘했다. 빌 빅(Bill Veeck)이 '어깨에는 옷걸이가 들어있고 위장에는 수박이 들어있는 것처럼 이상하리만치 땅딸막한 통처럼 생긴 사람'이라고 표현했던 88kg의 윌슨은 1930년 메이저 리그 역대 최고 기록인 190타점을 기록한 것을 비롯하여, 1926년부터 1930년까지 177개나 되는 홈런을 날렸고 707타점을 올렸다. 그는 10대에 기관차 회사에서 일하면서 발달된 상체근육으로부터 엄청난 힘을 발휘했다. 아쉽게도 윌슨은 알콜 문제 때문에 화려했던 선수생활을 짧게 마칠 수밖에 없었다.
핵 윌슨의 타격에서 가장 큰 재산은 빠른 배트스피드였는데 종종 그는 '낮은 볼은 안타를 치고 높은 공은 홈런을 쳐내는 타자'로 불렸다. 그가 1930년에 기록한 56개의 홈런은 1998년 마크 맥과이어와 새미 소사에 의해 깨지기 전까지는 내셔널리그 최고기록이었다. 그러나 그는 역시 타점을 올리는 능력으로 가장 유명했다. 윌슨은 카이카이 카일러, 리그스 스티븐슨, 가비 하트넷, 로저스 혼즈비와 같은 스타들과 중심타선에서 활약해서 그가 나왔을 때는 주자가 없는 경우가 많지 않았다. 그는 1929년과 1930년에 내셔널리그 타점 1위에 올랐다. 1930년은 그의 최고의 해였다. 그해에 그는 0.356의 타율을 기록했고 단 84개의 삼진만을 당하며 190타점의 위업을 달성했다. 윌슨의 엄청난 기록 이후 67년 동안 루 게릭과 행크 그린버그만이 180타점 이상을 기록했다.
선글래스가 일반화되기 오래 전에 활동했던 윌슨은 1929년 월드시리즈 4차전 7회에 뮬 하스(Mule Haas)가 친 평범한 플라이볼을 햇빛 때문에 놓쳐 결국 3점 홈런으로 연결시켜 주었다. 하스는 그 홈런에 힘입어 무려 10타점을 올렸고 결국 어슬레틱스가 3승 1패를 기록하며 통산 네 번째 월드시리즈 우승을 차지하는 데 길을 열어주었다.
윌슨은 그다지 빠르지는 않았지만 주루플레이에는 능력이 있었다. 그는 12년을 뛰는 동안 52개의 도루를 기록했다.
1931년 윌슨의 새로운 감독으로 부임한 로저스 혼즈비와의 갈등과 슬픔을 술로 달래는 습관은 그를 급격한 쇠퇴의 길로 이끌었다. 1931년 그는 단 61타점만을 기록했다. 팀 동료들은 윌슨이 외야에서 뛰지 않는다며 불평했다. 윌슨은 옛 동료였던 조 매카시가 떠나자 폭력적이 되었으며 팀 동료들과 상대팀 선수들의 몇번의 다툼에 가담했다. 윌슨은 브루클린과 필라델피아에서 뛴 짧은 기간에도 술마시기를 멈추지 않았다. 그는 결국 48살의 나이에 세상을 떠났다.